# Trexenta
Trexenta és una subregió històrica de la Sardenya sud-oriental, a la província de Sardenya del Sud. Limita al nord amb les subregions de Sarcidano, Barbagia di Seùlo i Barbagia di Belvì, al sud amb Campidano di Cagliari i Parteòlla, a l'oest amb Marmilla i a l'est amb Sarrabus-Gerrei. Té una extensió de 412,4 km². Durant l'edat mitjana el seu territori formà part de les curatoria de Calari del Jutjat de Càller.